# Klucz (ornitologia)

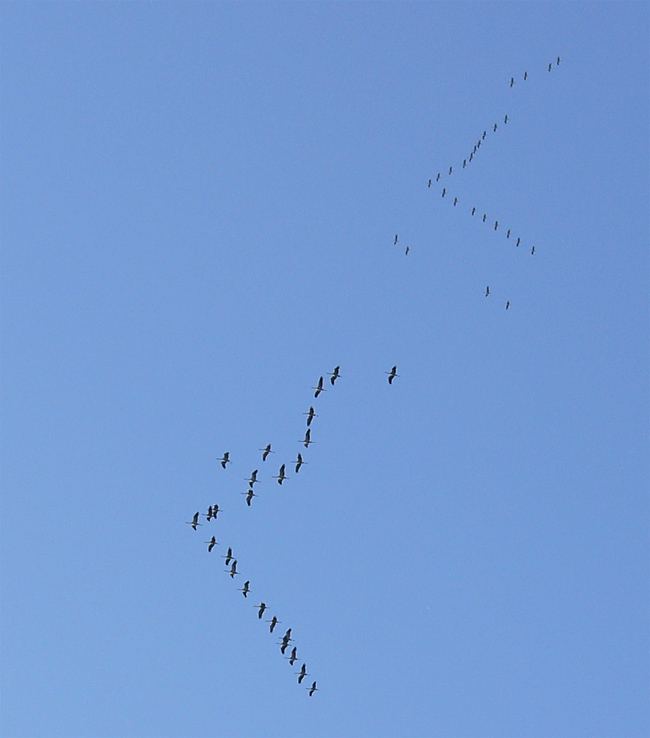
Klucz żurawi

Klucz – charakterystyczna formacja tworzona podczas wędrówki przez migrujące ptaki. Zwykle ma kształt litery „V”, często z jednym ramieniem dłuższym. Takie formacje tworzą m.in. gęsi, kaczki i żurawie. Ptaki lecące za innymi w takiej formacji zużywają mniej energii niż w przypadku lotu samodzielnego. Ta oszczędność nie dotyczy osobnika będącego na czele formacji. Z tego powodu ptaki lecące w kluczu zmieniają się na swoich pozycjach, dzięki czemu wszystkie osobniki zyskują na wspólnym locie.
Znane są również inne niż V-kształtne formacje, np. ostrygojady lecą w linii prostej, jeden za drugim.